# Wzrost wykładniczy liczebności populacji
Wzrost wykładniczy liczebności populacji – jeden z typów dynamiki liczebności populacji, zjawisko zwiększania się liczebności zgodnie z prawem wzrostu wykładniczego, występujące wówczas, gdy populacja nie napotyka na ograniczenia, np. związane z nadmiernym zagęszczeniem (zob. zasada Alleego) lub oddziaływaniami (interakcjami) międzygatunkowymi.

## Thomas Malthus i „granice wzrostu”

Prognozy dotyczące dalszych zmian liczby ludności Ziemi, sporządzane na podstawie różnych założeń (dalszy wzrost wykładniczy lub zmniejszenie rozrodczości w stopniu umiarkowanym lub dużym), pozwalają np. określać przyszłe potrzeby żywnościowe i energetyczne

Najprostszy model wykładniczy rozwoju pojedynczej populacji otrzymuje się zakładając, że populacja ma warunki nieograniczonego rozwoju, w tym np. że każdy osobnik ma nieograniczony dostęp do pożywienia i miejsc lęgowych. Przyjmuje się ponadto, że śmiertelność jest bliska zeru, wszystkie osobniki są równomiernie rozlokowane przestrzennie i jednakowe – są zdolne do partenogenezy i wydają na świat regularnie tyle samo potomków (liczba {\displaystyle \lambda } co {\displaystyle \tau } jednostek czasu). W takim abstrakcyjnym przypadku średnią liczebność populacji {\displaystyle N(t)} ({\displaystyle N} osobników w chwili {\displaystyle t}) można obliczyć z zależności:
{\displaystyle {\frac {dN(t)}{dt}}=rN(t),}
gdzie {\displaystyle r={\frac {\lambda }{\tau }}} (współczynnik rozrodczości),
albo:
{\displaystyle N(t)=N(0)e^{\lambda t}.}
Równania opisują model wzrostu populacji – w wersji ciągłej i dyskretnej – opracowany przez Thomas Malthusa, który pod koniec XVIII w. zwracał uwagę na zbyt szybki wzrost liczby ludności Ziemi. W swoim An Essay on the Principle of Population stwierdził, że liczba ludności zwiększa się w tempie geometrycznym, a zasoby żywności w tempie arytmetycznym, co doprowadzi do katastrofy (zob. statyczna teoria zasobów, pułapka maltuzjańska).
Prace Malthusa były jedną z podstaw działania Klubu Rzymskiego, który w roku 1968 wydał Raport Granice wzrostu, w którym – poza analizami demograficznymi – oszacowano m.in. tempo wyczerpywania się zasobów naturalnych, związanego z intensyfikacją rolnictwa i przemysłu. Publikację Raportu uważa się za początek działań proekologicznych, zmierzających do ustalenia zasad zrównoważonego rozwoju.

Jeśli obecne trendy wzrostowe światowej populacji, industrializacji, zanieczyszczenia, produkcji żywności i zużycia zasobów zostaną utrzymane, to w ciągu najbliższych stu lat osiągnięte zostaną granice wzrostu tej planety. Najbardziej prawdopodobnym skutkiem będzie raczej gwałtowny i niekontrolowany spadek zarówno liczebności populacji, jak i produkcji przemysłowej.

Liczebność ludzkiej populacji oraz wskaźniki rozrodczości i śmiertelności w poszczególnych regionach świata są obecnie monitorowane i rejestrowane – wraz z informacjami o czynnikach determinujących tempo wzrostu – i wykorzystywane w skali globalnej do planowania działań zapobiegających takiej katastrofie. Prognozy Malthusa, oparte na modelu wykładniczym, okazały się zbyt katastroficzne.
Niezbędne jest stosowanie bardziej złożonych modeli, uwzględniających liczne czynniki wpływające na rozrodczość i śmiertelność, w tym modeli logistycznych.

## Wykładniczy wzrost populacji o pokoleniach nieciągłych
Nieco mniej uproszczony model wykładniczy dotyczy wzrostu populacji gatunków z brakiem ciągłości pokoleń, np. jednorocznych owadów lub roślin. W modelowej populacji jednorocznej samica wydaje na świat w sezonie rozrodczym {\displaystyle R_{0}} córek dożywających do następnego sezonu rozrodczego. Średnia wartość {\displaystyle R_{0},} mniejsza lub większa od jedności, jest charakterystyczną cechą populacji, nazywaną tempem reprodukcji netto. Między liczebnością takiej modelowej populacji {\displaystyle (N)} w kolejnych pokoleniach ({\displaystyle t} i {\displaystyle t+1}) istnieje zależność:
{\displaystyle N_{t+1}=R_{0}N_{t}.}
Przyjmując dodatkowo, że tempo reprodukcji netto {\displaystyle (R_{0})} nie ulega zmianom, otrzymuje się krzywe wykładnicze:
- rosnące, gdy {\displaystyle R_{0}>1,}
- malejące, gdy {\displaystyle R_{0}<1.}

| Pokolenie | R0 = 4                | R0 = 4                  | R0 = 2                | R0 = 2                  | R0 = 0,5              | R0 = 0,5                |
| Pokolenie | {\displaystyle N_{t}} | {\displaystyle N_{t+1}} | {\displaystyle N_{t}} | {\displaystyle N_{t+1}} | {\displaystyle N_{t}} | {\displaystyle N_{t+1}} |
| 1         | 100                   | 400                     | 100                   | 200                     | 100                   | 50                      |
| 2         | 400                   | 1600                    | 200                   | 400                     | 50                    | 25                      |
| 3         | 1600                  | 6400                    | 400                   | 800                     | 25                    | 13                      |
| 4         | 6400                  | 25600                   | 800                   | 1600                    | 13                    | 6                       |
| 5         | 25600                 | 102400                  | 1600                  | 3200                    | 6                     | 3                       |

Zależność tempa wzrostu liczebności populacji w czasie od tempa reprodukcji netto

Więcej parametrów charakteryzujących populację umieścił w swoim modelu S.A. Siewiercow (1941):
{\displaystyle N_{t}=N_{0}(1+r){\frac {1}{pjs}},}
gdzie:
{\displaystyle N_{0},} {\displaystyle N_{t}} – liczebność populacji, początkowa i po upływie czasu {\displaystyle t,}
{\displaystyle r} – wielkość miotu,
{\displaystyle p} – okres między kolejnymi miotami,
{\displaystyle j} – okres do osiągnięcia dojrzałości płciowej,
{\displaystyle s} – stosunek płci w populacji.

## Wykładniczy wzrost populacji o pokoleniach ciągłych
W przypadku gatunków o wydłużonym lub ciągłym okresie rozrodczym, u których występuje ciągłość pokoleń, są stosowane proste równania różniczkowe. Zakłada się, że w dowolnie krótkim czasie {\displaystyle \mathrm {d} t} prawdopodobieństwo:
- że osobnik wyprodukuje potomka wynosi {\displaystyle b\ \mathrm {d} t,}
- śmierci osobnika wynosi {\displaystyle d\ \mathrm {d} t,}

gdzie {\displaystyle b} i {\displaystyle d} są punktowymi (chwilowymi) współczynnikami rozrodczości i śmiertelności.
Punktowy współczynnik wzrostu populacji wynosi:
{\displaystyle r=b-d,}
a szybkość zmian liczby osobników:
{\displaystyle {\frac {dN}{dt}}=rN=(b-d)N.}

Dwa modele wzrostu pojedynczej populacji;
krzywe:
- wykładnicza „J” – Thomas Malthus,
- logistyczna „S” – Pierre François Verhulst;
X – czas, Y – liczebność populacji

Jest to funkcja wykładnicza wrodzonego tempa wzrostu populacji. Opisuje wzrost liczby {\displaystyle N} bez ograniczeń środowiskowych, przedstawiany na wykresach jako tzw. krzywa J. Założenie, że rozrodczość i śmiertelność nie zależą od zagęszczenia, jest w przybliżeniu spełniane w sytuacjach, gdy jest ono niewielkie. Przykładem zastosowania może być obliczenie czasu, po którym nastąpi podwojenie się np. liczby ludności, jeżeli punktowe tempo wzrostu wynosi {\displaystyle r} = 0,03:
{\displaystyle {\frac {N_{t}}{N_{0}}}=e^{rt}=2,}
{\displaystyle rt=\ln 2,}
{\displaystyle t={\frac {\ln 2}{r}}={\frac {0{,}69315}{0{,}03}}=23{,}1\ \mathrm {lat} .}
W rzeczywistości może to nastąpić znacznie później, jeżeli wartość {\displaystyle r} zmniejszy się i wzrost będzie miał charakter logistyczny (krzywa S).